# Jessica Lynn
Jessica Lynn (Columbus, Ohio; 8 de julio de 1985) es una actriz pornográfica estadounidense.

## Biografía
A los 18 años inició trabajando en un club nocturno, mientras acudía a la universidad. Esto la llevó a modelar en varias agencias y a la actuación en algunas películas para adultos. Con tan solo cuatro meses de haber iniciado su carrera en la industria fue contratada por una importante compañía radicada en Los Ángeles. Es considerada una de las actrices porno más bellas de la industria.
Trabaja para las compañías Brazzers, Bangbros, Reality Kings, entre otras.